# Geocoris punctipes
Geocoris punctipes, o inseto de olhos grandes, é uma espécie de inseto de olhos grandes da família Geocoridae . É encontrado no Caribe, América Central, América do Norte, Oceania e América do Sul.

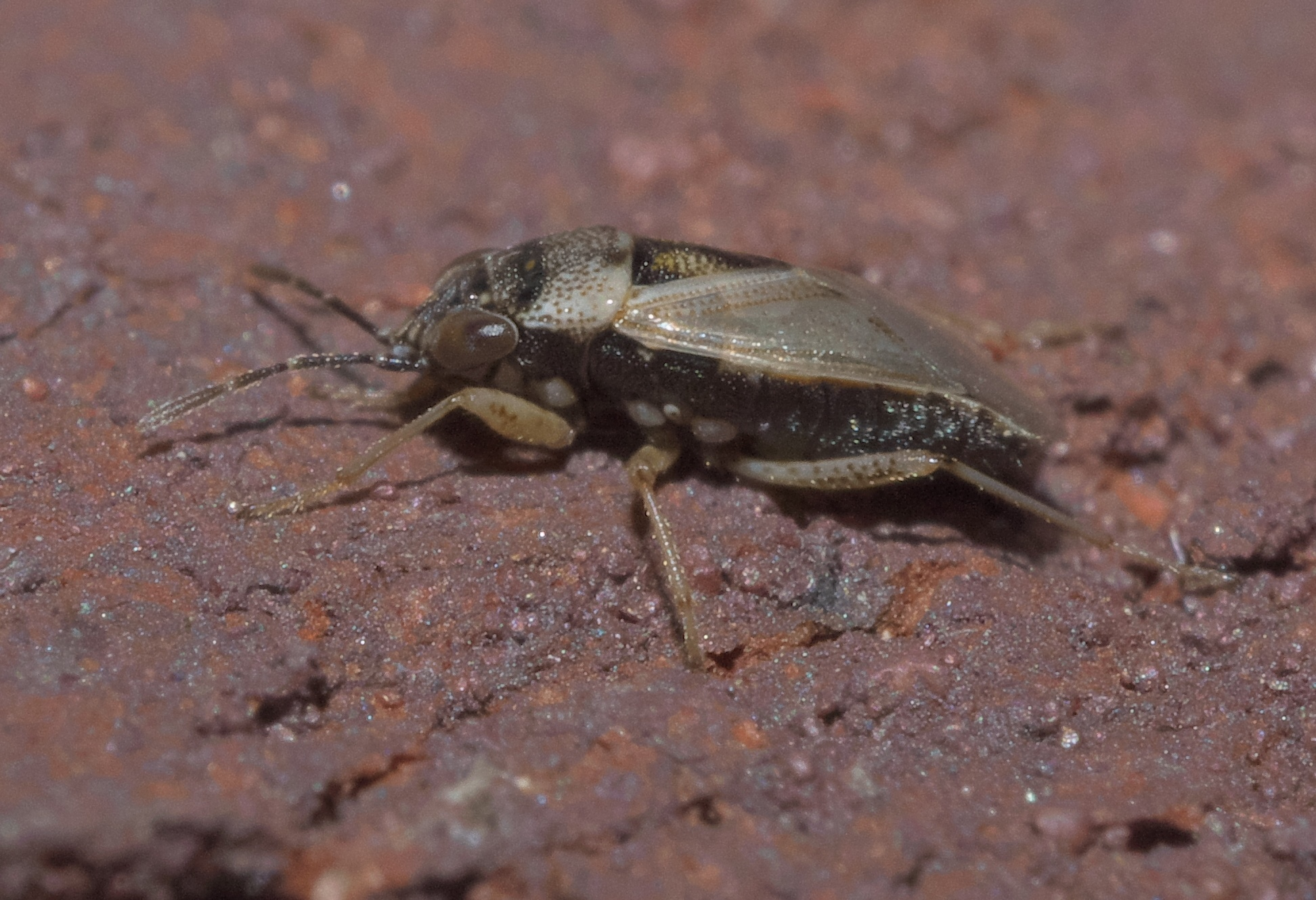
Bicho-papão, Geocoris punctipes

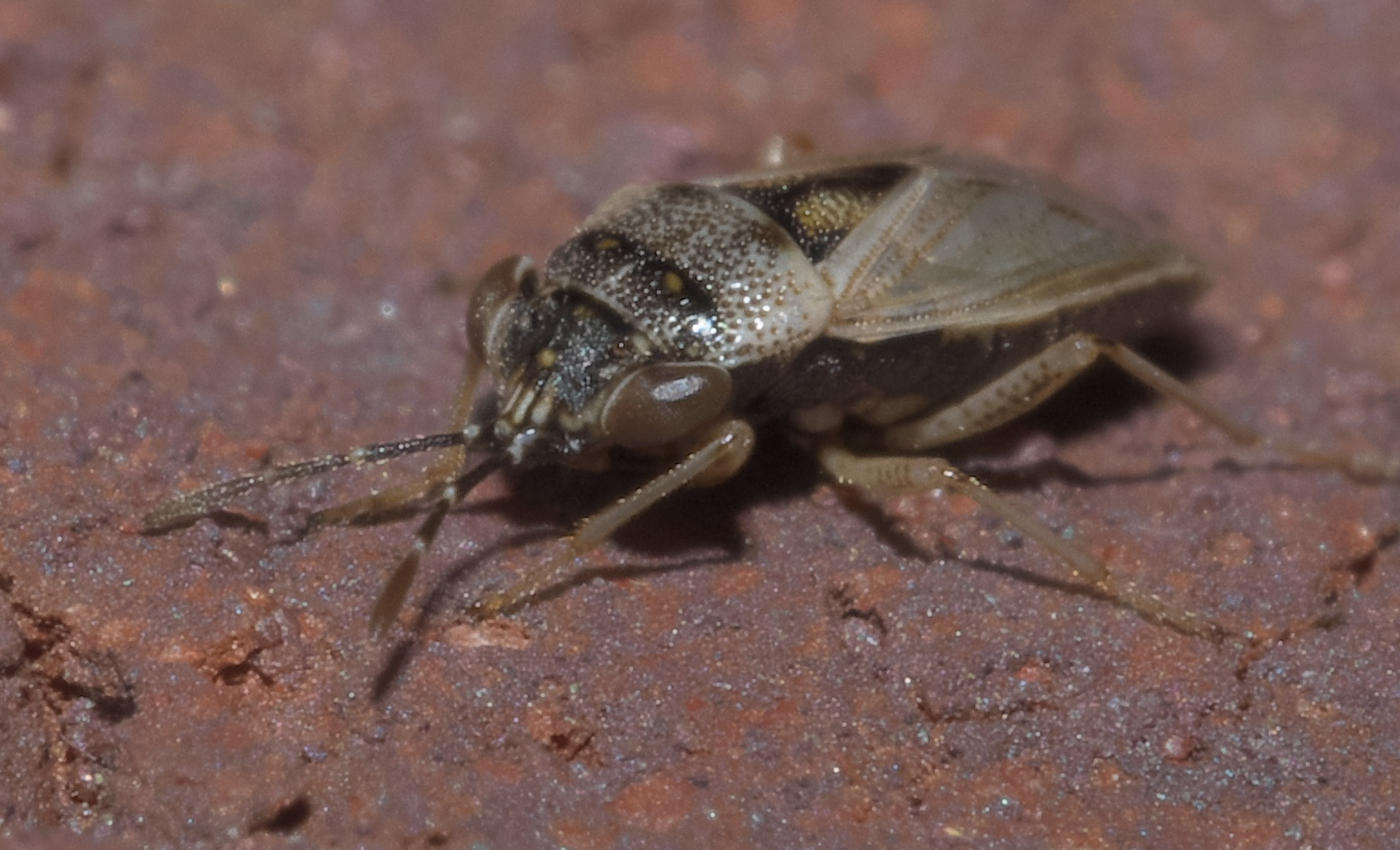
Bicho-papão, Geocoris punctipes